# Christoph Kreuzer
Pour les articles homonymes, voir Kreuzer.
Christoph Kreuzer (né le 9 septembre 1982 à Villach) est un ancien sauteur à ski néerlandais.

## Palmarès

### Championnats du monde
| Épreuve / Édition | Épreuve / Édition | Val di Fiemme 2003 |
| Petit Tremplin    | Petit Tremplin    | 50e                |

### Championnats du monde de vol à ski
| Épreuve / Édition | Harrachov 2002 |
| Individuel        | 44e            |

### Coupe du monde
- Meilleur classement final : 86e en 2002.
- Meilleur résultat : 29e.